# Erwin Weber
Erwin Weber (Monaco di Baviera, 12 giugno 1959) è un ex pilota di rally tedesco, campione europeo rally nel 1992, quattro volte a podio in gare del campionato del mondo rally e 2º al Rally Dakar (1992).

## Biografia
Oltre al titolo europeo (10 gare vinte in tre partecipazioni dal 1990 al 1992) ed i quattro podi mondiali (partecipazioni saltuarie dal 1985 al 1997), Weber ha conquistato due titoli di campione di Germania.
Come molti piloti di rally, si è successivamente dato ai rally raid, con ottimi risultati alla Parigi-Dakar, 2º nel 1992 e 4º 1993. Alla Dakar dopo qualche sporadica apparizione, aveva debuttato col team ufficiale Mitsubishi Motors nel 1992, con il quale disputa in tutto tre edizioni, venendo poi sostituito dalla connazionale Jutta Kleinschmidt nel 1995
Osservando la carriera di Weber nel mondiale rally, si nota certamente come egli fosse specialista dei rally fuoristrada e più in particolare dei rally molto simili a quelli che in seguito diventeranno i rally raid (cioè rally disputati su sterrato, in più di due giornate, con prove speciali molto più lungo del normale e persino tratti di navigazione nei trasferimenti), quali il Safari Rally o il Rally della Costa d'Avorio.

## Palmarès

### Rally

#### Campionato del mondo
Podi
| Anno | Rally                      | Navigatore     | Vettura                   | Pos. |
| ---- | -------------------------- | -------------- | ------------------------- | ---- |
| 1986 | Rally della Costa d'Avorio | Gunter Wanger  | Toyota Celica             | 3º   |
| 1987 | Rally d'Argentina          | Matthias Feltz | Volkswagen Golf GTI       | 3º   |
| 1987 | Rally della Costa d'Avorio | Matthias Feltz | Volkswagen Golf GTI       | 3º   |
| 1990 | Rally di Nuova Zelanda     | Matthias Feltz | Volkswagen Golf Rally G60 | 3º   |

#### Campionato europeo
1992
- su Mitsubishi Galant VR-4 (navigatore Manfred Hiemer)

### Rally raid

#### Rally Dakar
La sua prima partecipazione al Rally Dakar risale al 1985, nelle sue partecipazioni Weber ha ottenuto in tutto 5 vittorie di tappa.
| Anno | Mezzo             | Navigatore           | Pos. | Tappe |
| ---- | ----------------- | -------------------- | ---- | ----- |
| 1985 | Opel Manta 400    | Manfred Hiemer       | Rit. |       |
| 1986 | Opel Manta 400    | Gunter Wanger        | 37º  |       |
| 1991 | Mitsubishi Pajero | Christian Delferrier | 63º  |       |
| 1992 | Mitsubishi Pajero | Manfred Hiemer       | 2º   | 2     |
| 1993 | Mitsubishi Pajero | Manfred Hiemer       | 4º   | 2     |
| 1994 | Mitsubishi Pajero | Manfred Hiemer       | Rit. | 1     |

## Risultati nel WRC
| 1985 | Scuderia       | Vettura        |  |  |  |   |  |  |  |  |  |  |  |    |  |  |  |  | Punti | Pos. |
| ---- | -------------- | -------------- |  |  |  | - |  |  |  |  |  |  |  | -- |  |  |  |  | ----- | ---- |
| 1985 | Opel Euro Team | Opel Manta 400 |  |  |  | 5 |  |  |  |  |  |  |  | 11 |  |  |  |  | 8     | 25º  |

| 1986 | Scuderia           | Vettura                      |  |  |  |   |  |  |  |  |  |   |  |  |  |  |  |  | Punti | Pos. |
| ---- | ------------------ | ---------------------------- |  |  |  | - |  |  |  |  |  | - |  |  |  |  |  |  | ----- | ---- |
| 1986 | Toyota Team Europe | Toyota Celica Twin-Cam Turbo |  |  |  | 4 |  |  |  |  |  | 3 |  |  |  |  |  |  | 22    | 11º  |

| 1987 | Scuderia              | Vettura                    |   |  |     |   |  |   |  |  |   |  |   |  |  |  |  |  | Punti | Pos. |
| ---- | --------------------- | -------------------------- | - |  | --- | - |  | - |  |  | - |  | - |  |  |  |  |  | ----- | ---- |
| 1987 | Volkswagen Motorsport | Volkswagen Golf II GTi 16V | 7 |  | Rit | 4 |  | 6 |  |  | 3 |  | 3 |  |  |  |  |  | 44    | 6º   |

| 1988 | Scuderia              | Vettura                    |  |  |   |     |  |  |  |  |  |  |  |  |  |  |  |  | Punti | Pos. |
| ---- | --------------------- | -------------------------- |  |  | - | --- |  |  |  |  |  |  |  |  |  |  |  |  | ----- | ---- |
| 1988 | Volkswagen Motorsport | Volkswagen Golf II GTi 16V |  |  | 7 | Rit |  |  |  |  |  |  |  |  |  |  |  |  | 4     | 50º  |

| 1989 | Scuderia              | Vettura                    |  |  |  |   |  |  |  |  |  |  |  |  |  |  |  |  | Punti | Pos. |
| ---- | --------------------- | -------------------------- |  |  |  | - |  |  |  |  |  |  |  |  |  |  |  |  | ----- | ---- |
| 1989 | Volkswagen Motorsport | Volkswagen Golf II GTi 16V |  |  |  | 8 |  |  |  |  |  |  |  |  |  |  |  |  | 3     | 58º  |

| 1990 | Scuderia              | Vettura                    |  |  |  |  |     |   |  |  |    |  |  |  |  |  |  |  | Punti | Pos. |
| ---- | --------------------- | -------------------------- |  |  |  |  | --- | - |  |  | -- |  |  |  |  |  |  |  | ----- | ---- |
| 1990 | Volkswagen Motorsport | Volkswagen Golf G60 Rallye |  |  |  |  | Rit | 3 |  |  | SQ |  |  |  |  |  |  |  | 12    | 17º  |

| 1995 | Scuderia   | Vettura            |  |  |    |  |  |  |  |  |  |  |  |  |  |  |  |  | Punti | Pos. |
| ---- | ---------- | ------------------ |  |  | -- |  |  |  |  |  |  |  |  |  |  |  |  |  | ----- | ---- |
| 1995 | SEAT Sport | Seat Ibiza Gti 16V |  |  | 22 |  |  |  |  |  |  |  |  |  |  |  |  |  | 0     |      |

| 1996 | Scuderia   | Vettura            |  |  |  |  |    |  |    |  |  |  |  |  |  |  |  |  | Punti | Pos. |
| ---- | ---------- | ------------------ |  |  |  |  | -- |  | -- |  |  |  |  |  |  |  |  |  | ----- | ---- |
| 1996 | SEAT Sport | Seat Ibiza Kit Car |  |  |  |  | 19 |  | 16 |  |  |  |  |  |  |  |  |  | 0     |      |

| 1997 | Scuderia   | Vettura                                      |  |  |  |    |  |  |  |     |  |  |   |  |  |  |  |  | Punti | Pos. |
| ---- | ---------- | -------------------------------------------- |  |  |  | -- |  |  |  | --- |  |  | - |  |  |  |  |  | ----- | ---- |
| 1997 | SEAT Sport | Seat Ibiza Kit Car e Seat Ibiza Kit Car Evo2 |  |  |  | 11 |  |  |  | Rit |  |  | 9 |  |  |  |  |  | 0     |      |

| Legenda | 1º posto | 2º posto | 3º posto | A punti | Senza punti | Ritirato | Squalificato | NP=Non partito C=Gara cancellata | Apice=Power stage |